# 沙帕里夫卡
49°29′43″N 38°51′9″E / 49.49528°N 38.85250°E
沙帕里夫卡（烏克蘭語：Шапарівка）是位於烏克蘭東部的村莊，由盧甘斯克州斯瓦托韋區的比洛庫拉基內市鎮負責管轄。該村始建於1756年，面積5.94平方公里，海拔高度86米，2001年人口481，人口密度每平方公里81人。